# Мы были солдатами
«Мы были солдатами» (англ. We Were Soldiers) — военная драма, посвящённая войне во Вьетнаме. Экранизация книги «Мы были солдатами… и были молоды» (We Were Soldiers Once… and Young), мемуаров генерал-лейтенанта в отставке Гарольда Мура, командовавшего 1-м батальоном 7-го кавалерийского полка 1-й кавалерийской дивизии в ходе сражения в долине Йа-Дранг. Соавтором Мура выступил журналист Джозеф Гэллоуэй, оказавшийся в центре этого сражения.

## Сюжет
1954 год. Первая Индокитайская война. Французский отряд попадает в засаду Вьетминя. Командир отряда Нгуен Хыу Ан в отчаянном броске пронзает штыком французского командира и отдаёт приказ добить попавших в плен раненных французских солдат.
Двое высокопоставленных военных в Пентагоне, предвидя расширение войны во Вьетнаме, где почти нет путей сообщения, решают использовать вертолёты для переброски войск. Для командования войсками решают выбрать толкового офицера, выбор падает на подполковника, участника Корейской войны десантника Гарольда Мура (Мел Гибсон), испытывавшего новые модели парашютов.
Муру дают батальон 1-й кавалерийской (аэромобильной) дивизии. Дивизию решено использовать для ведения высокомобильной войны с использованием вертолётов. Мур внедряет новую тактику, следит за подготовкой солдат и офицеров, изучает опыт французов во Вьетнаме. Президент Джонсон объявляет о посылке вооруженных сил в Южный Вьетнам. По иронии судьбы полк, в который входит батальон Мура, получает обозначение 7-го кавалерийского. Мур со своими людьми отбывает в Южный Вьетнам.
Вьетнамцы совершают налёт на американскую базу. Отряд Мура получает приказ преследовать противника. Его люди высаживаются на плоскогорье, где и был уничтожен французский отряд. Американцы вступают в бой с крупными силами противника, ими командует опытный командир подполковник Нгуен Хыу Ан. Разгорается битва 14—16 ноября 1965 года которая становится первым крупным сражением между американскими и северовьетнамскими войсками. Муру удаётся разгадать замыслы своего вьетнамского оппонента и наладить оборону. Тем временем, жёны офицеров 1-й кавалерийской дивизии начинают получать похоронки на своих мужей, которые развозят таксисты. Негодующая жена полковника Мура велит таксистам отвозить все похоронки ей и вместе с подругой обходит жён офицеров, с которыми успела сдружиться, передавая им страшные вести.
Мур собирает людей и ведёт их в штыковую атаку. Американцам удаётся прорвать линию противника, вьетнамские солдаты готовятся к защите штаба, но прилетевшие в последнюю секунду вертолёты разносят их с воздуха. Нгуен Хыу Ан приказывает эвакуировать штаб. Он с горечью говорит, что трагедия сегодняшнего поражения приведёт к дальнейшему втягиванию США в войну во Вьетнаме и новым бессмысленным  жертвам. Мур возвращается к семье.

## В ролях
| Актёр          | Роль                                        |
| -------------- | ------------------------------------------- |
| Мел Гибсон     | подполковник / полковник Гарольд Мур        |
| Мэделин Стоу   | Джулия Мур                                  |
| Тейлор Момсен  | Джули Мур                                   |
| Грег Киннир    | майор Брюс "Змей" Крэнделл                  |
| Сэм Эллиотт    | сержант Бэзил Пламли                        |
| Крис Клейн     | 2-й лейтенант Джек Джегеган                 |
| Кери Расселл   | Барбара Джегеган                            |
| Барри Пеппер   | Джозеф Л. Гэллоуэй                          |
| Марк Блукас    | лейтенант Генри Херрик                      |
| Райан Хёрст    | сержант Эрни Сэвидж                         |
| Блейк Херон    | штаб-сержант Гален Бангам                   |
| Роберт Бэгнелл | 1-й лейтенант Чарли Гастингс                |
| Кларк Грегг    | капитан Том Метскер                         |
| Дилан Уолш     | капитан Роберт Эдвардс                      |
| Хсу Гарсия     | капитан Тони Надаль                         |
| Джон Хэмм      | капитан Мэтт Диллон                         |
| Марк МакКрэкен | капитан Эд "Каланча" Фримэн                 |
| Брайан Ти      | рядовой Джимми Накаяма                      |
| Дон Зыонг      | северовьетнамский подполковник Нгуен Хыу Ан |

## Приём
Фильм получил в основном положительные отзывы. На сайте-агрегаторе рецензий Rotten Tomatoes у фильма 63 % положительных отзывов, основанных на 147 рецензий со средним рейтингом 6,40/10. Консенсус гласит: «Военные клише немного сгущены, но фильму удается придать человеческое лицо солдатам обеих сторон во Вьетнамской войне». На Metacritic фильм набрал 65 из 100, основываясь на 37 отзывах, что указывает на «в основном положительные отзывы».

## Саундтрек
Компанией Sony было выпущено три альбома саундтрека:
- «We Were Soldiers» — песни в исполнении разных артистов, не обязательно звучавшие в самом фильме. Преобладает военная тематика.
- «We Were Soldiers: Original Motion Picture Score» — инструментальная музыка, написанная композитором Гленни-Смитом.
- «Hits from „We Were Soldiers“» (англ. Хиты из «Мы были солдатами») — караоке-версия тех песен, что входят в первый альбом.

В фильме исполняется песня Мела Картера «Hold Me, Thrill Me, Kiss Me».

## Дополнительные факты
- Во Вьетнаме фильм был запрещён к показу[7].
- Вьетнамский актёр Дон Зыонг[вьет.] за исполнение в фильме роли северовьетнамского подполковника Нгуен Хыу Ана был обвинён у себя дома в «предательстве родины» и вынужден был эмигрировать в США[7].